# S/2004 S 4
是环绕土星运行的一颗尚未确实的卫星的临时名称。该卫星于2004年6月21日在土星F环的内侧被发现。其发现者约瑟夫·斯比淘在试图证实另外一颗未证实的卫星的轨道时发现了这颗卫星。是在五个小时前在F环的外部被发现的。的发现是在2004年9月9日被发表的。
虽然此后试图再次发现它，但是它没有被可信地再次被看到。尤其2004年9月15日对其整个轨道拍的分辨率为四千米的照片系列没有发现它。这可能说明它只不过是暂时的物质聚集，后来又分开了。
也有可能和的轨道与环交叉，因此其倾角与环少许不同。这样的话它们在照片上可能看上去在环的内部和外部，但是实际上却并不在环上。
假如的确是一颗卫星的话，那么根据其亮度它的直径估计为三至五千米。